# أرتوراس فاليكا
أرتوراس فاليكا مواليد 11 أغسطس 1985 في فيلنيوس، الجمهورية الليتوانية السوفيتية الاشتراكية، هو لاعب كرة سلة ليتواني. بدأ مسيرته الاحترافية في سنة 2008. يحمل الرقم 11.

## المسيرة الاحترافية
لعب مع إسبارن بريمرهافن في الدوري الألماني في موسم 2008–2009، ثم لعب مع نادي فالميرا لكرة السلة في موسم 2009–2010، ثم لعب مع نادي نبتونس لكرة السلة في موسم 2011–2012، ثم لعب مع ليتوفوس رايتس من سنة 2014 إلى 2016.

## روابط خارجية
- أرتوراس فاليكا على موقع الدوري الأوروبي لكرة السلة (الإنجليزية)
- أرتوراس فاليكا على موقع كرة السلة الأوروبية.كوم (الإنجليزية)
- أرتوراس فاليكا على موقع كلية كرة السلة في سبورتس رفرنس.كوم (الإنجليزية)
- أرتوراس فاليكا على موقع ريلجم (الإنجليزية)
- أرتوراس فاليكا على موقع بروبوليرز (الإنجليزية)
- أرتوراس فاليكا على موقع سبورتس رفرنس (الإنجليزية)